# Фуния
Фунията е приспособление, вид тръба за преливане на течности или прехвърляне на прахообразни и фино гранулирани продукти в съдове с тесни гърла. Формата ѝ обикновено е конична отгоре и с тясно продължение отдолу. Тя е известна още от дълбока древност, когато се е изработвала от дърво или глина. Най-често използваните материали за направата ѝ днес според употребата са керамика, стъкло, пластмаса и метал. Материалът, използван в конструкцията трябва да бъде достатъчно здрав, за да издържи теглото на веществото, което се прехвърля, и не трябва да реагира с него. Затова в химичната индустрия се ползват стъклени фунии, докато в кухнята - пластмасови. За еднократна употреба могат да се ползват хартиени фунии. По-сложни фунии с филтри се използват в лабораториите и промишлеността.